# Łubki (wieś w województwie śląskim)

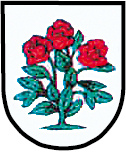
Nieoficjalny herb wsi Łubki

Łubki (niem. i dawn. pol. Lubek) – wieś sołecka w Polsce, położona w województwie śląskim, w powiecie tarnogórskim, w gminie Zbrosławice.
W latach 1975–1998 miejscowość należała administracyjnie do województwa katowickiego.
W okresie hitlerowskiego reżimu w latach 1936–1945 miejscowość nosiła nazwę Borkental.